# 什泰因塞尔茨
什泰因塞尔茨（法語：Steinseltz，发音：[ʃtainsɛlt͡s]；德语：Steinselz）是法国下莱茵省的一个市镇，属于阿格诺-维桑堡区（Haguenau-Wissembourg）和维桑堡县（Wissembourg）。该市镇总面积5.47平方公里，2009年时的人口为622人。

什泰因塞尔茨 - Steinseltz
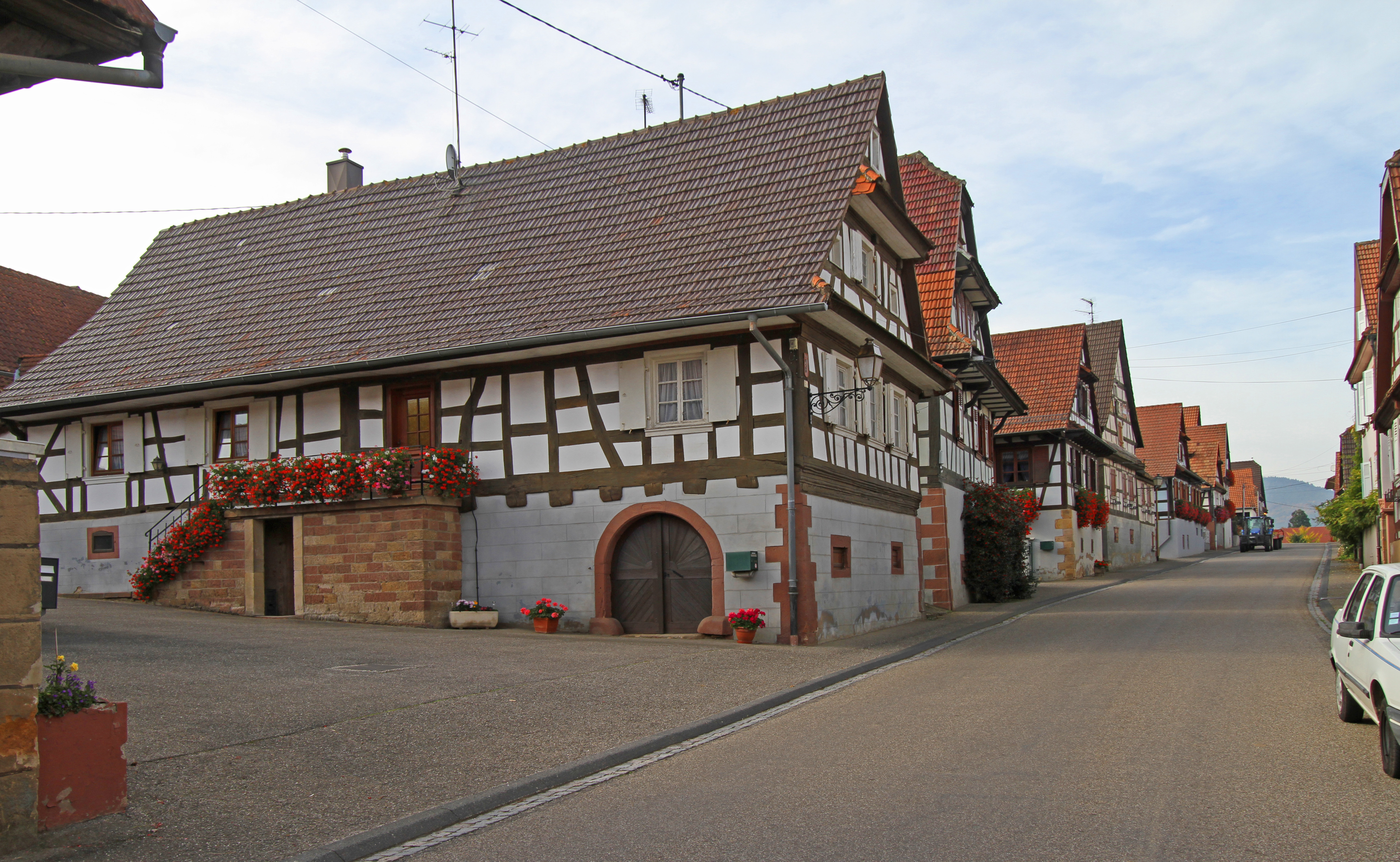
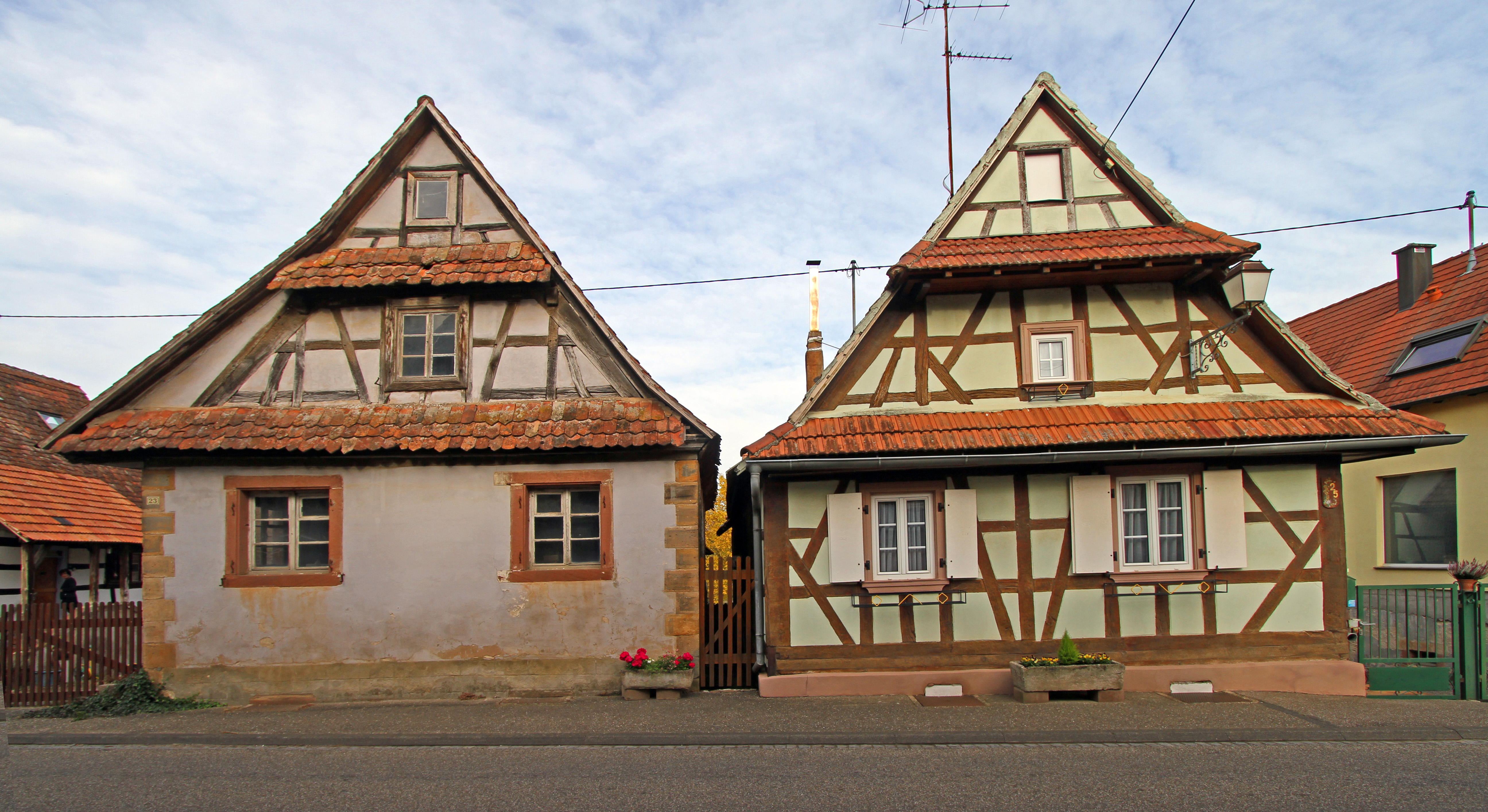
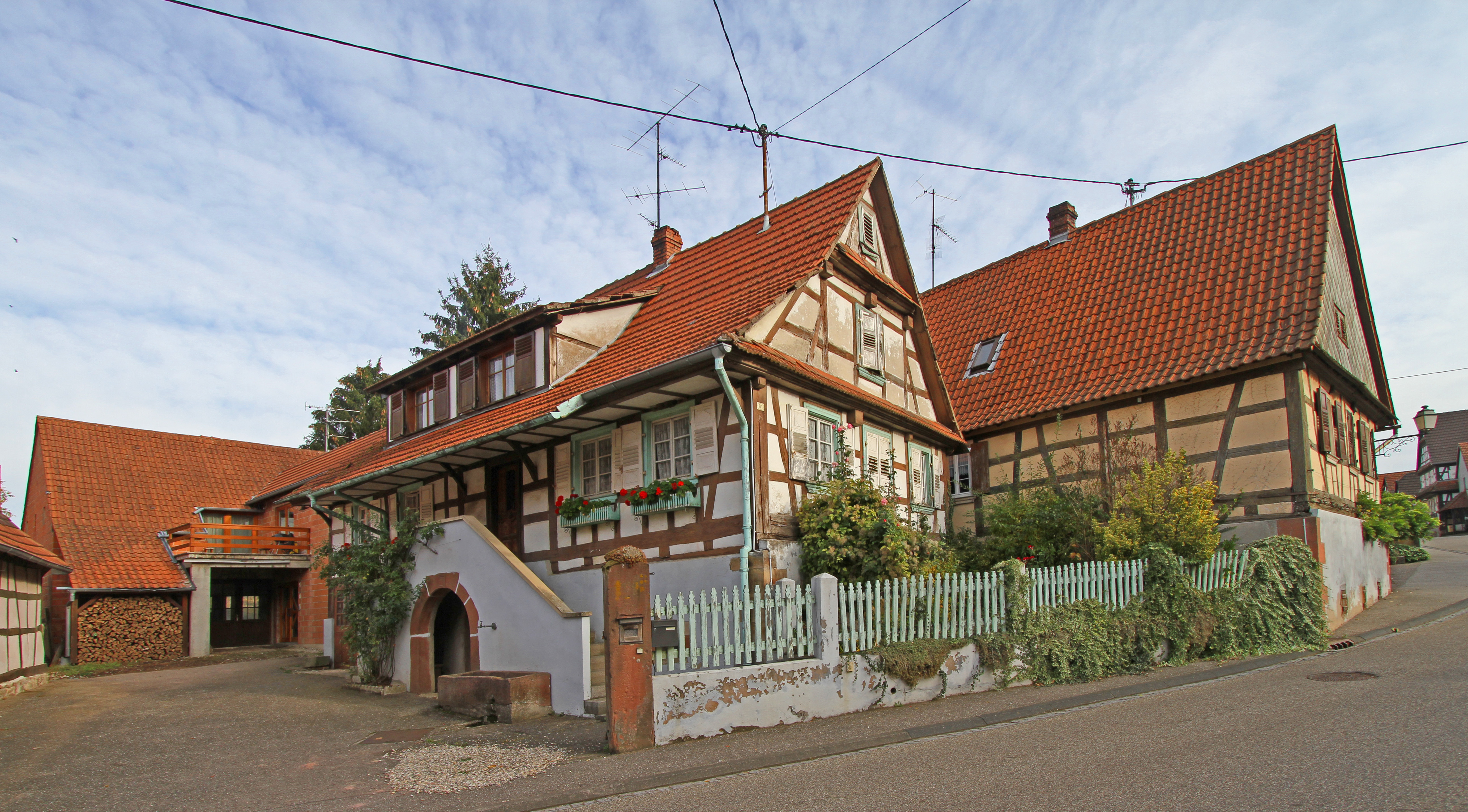
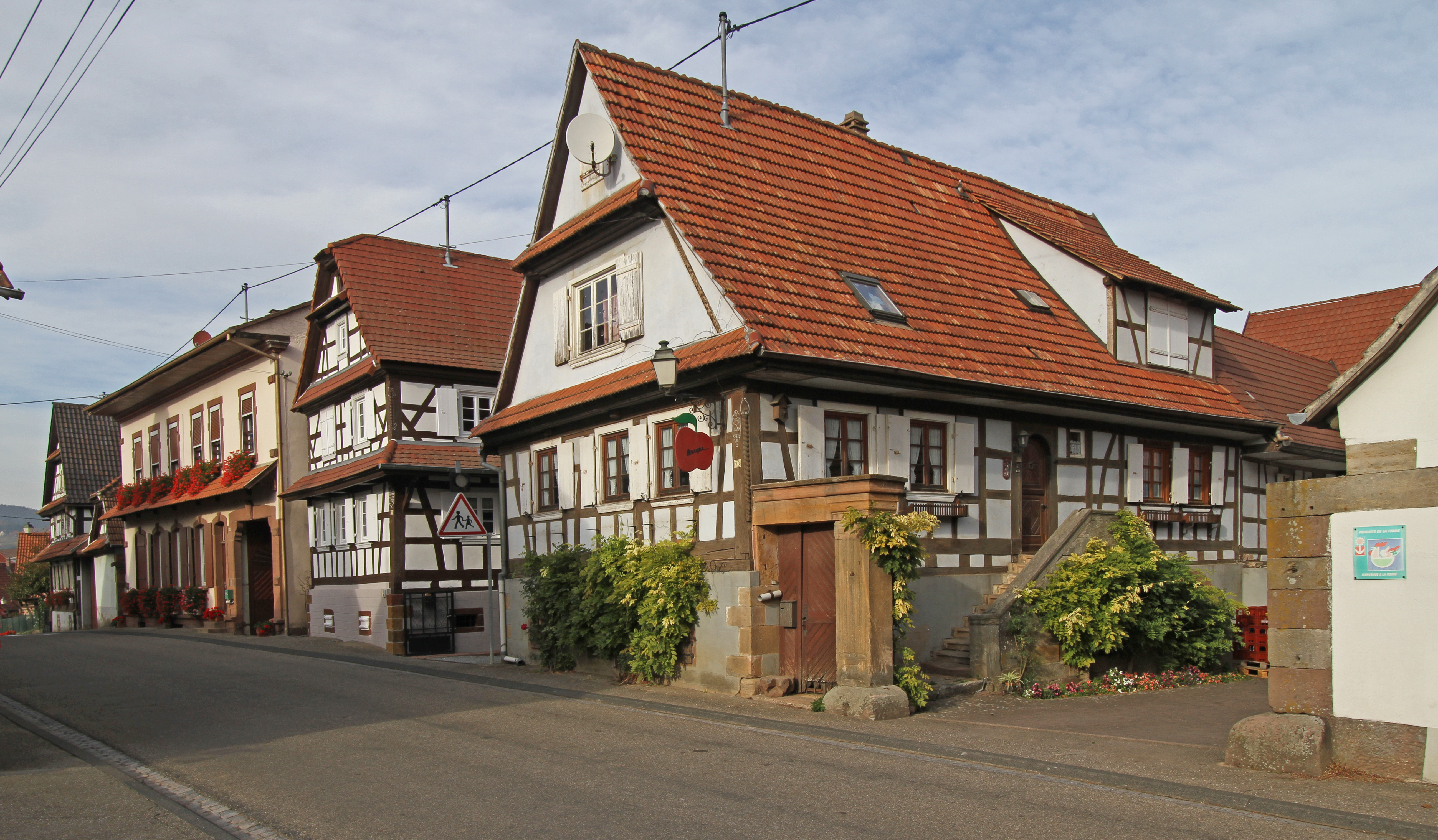
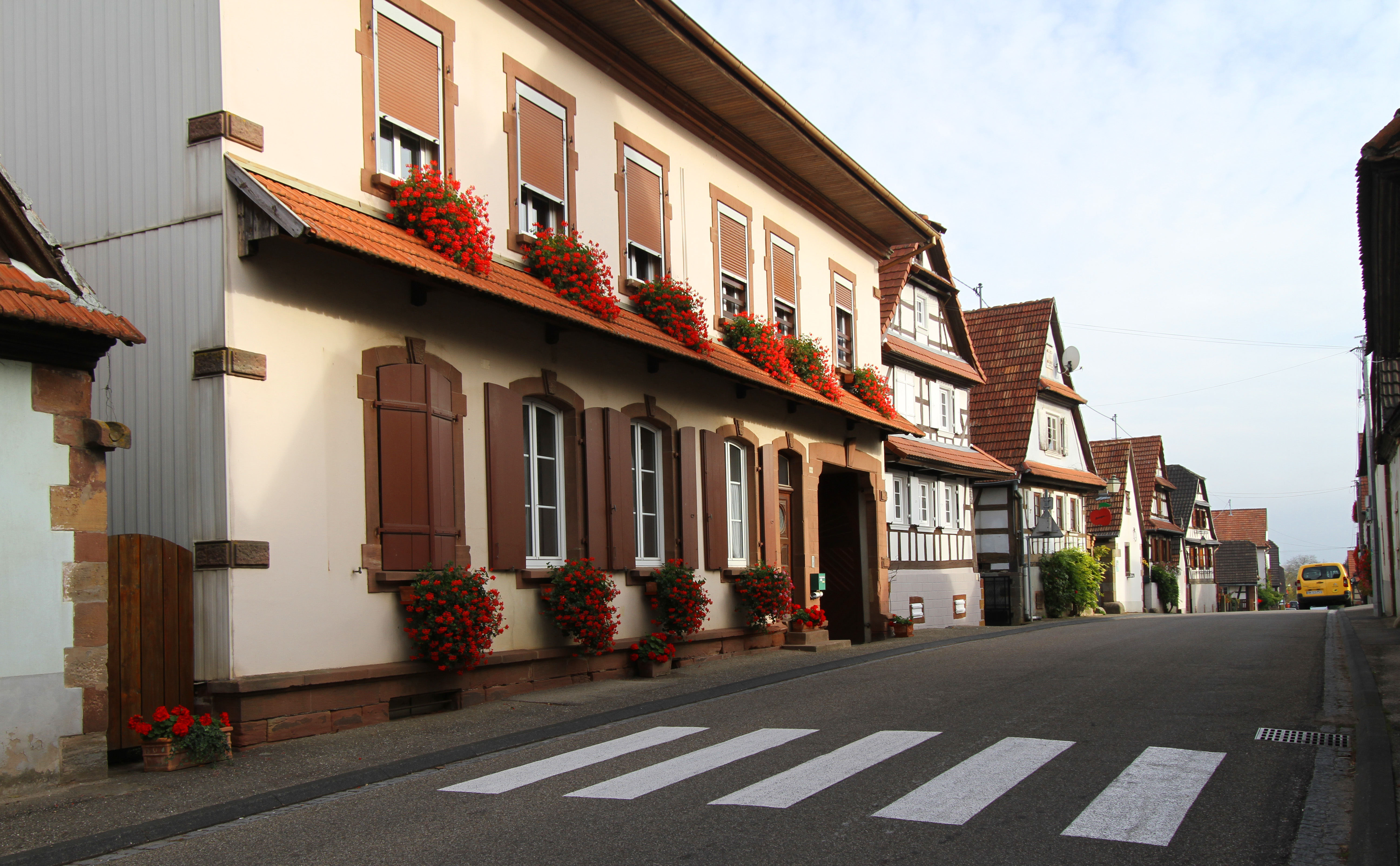
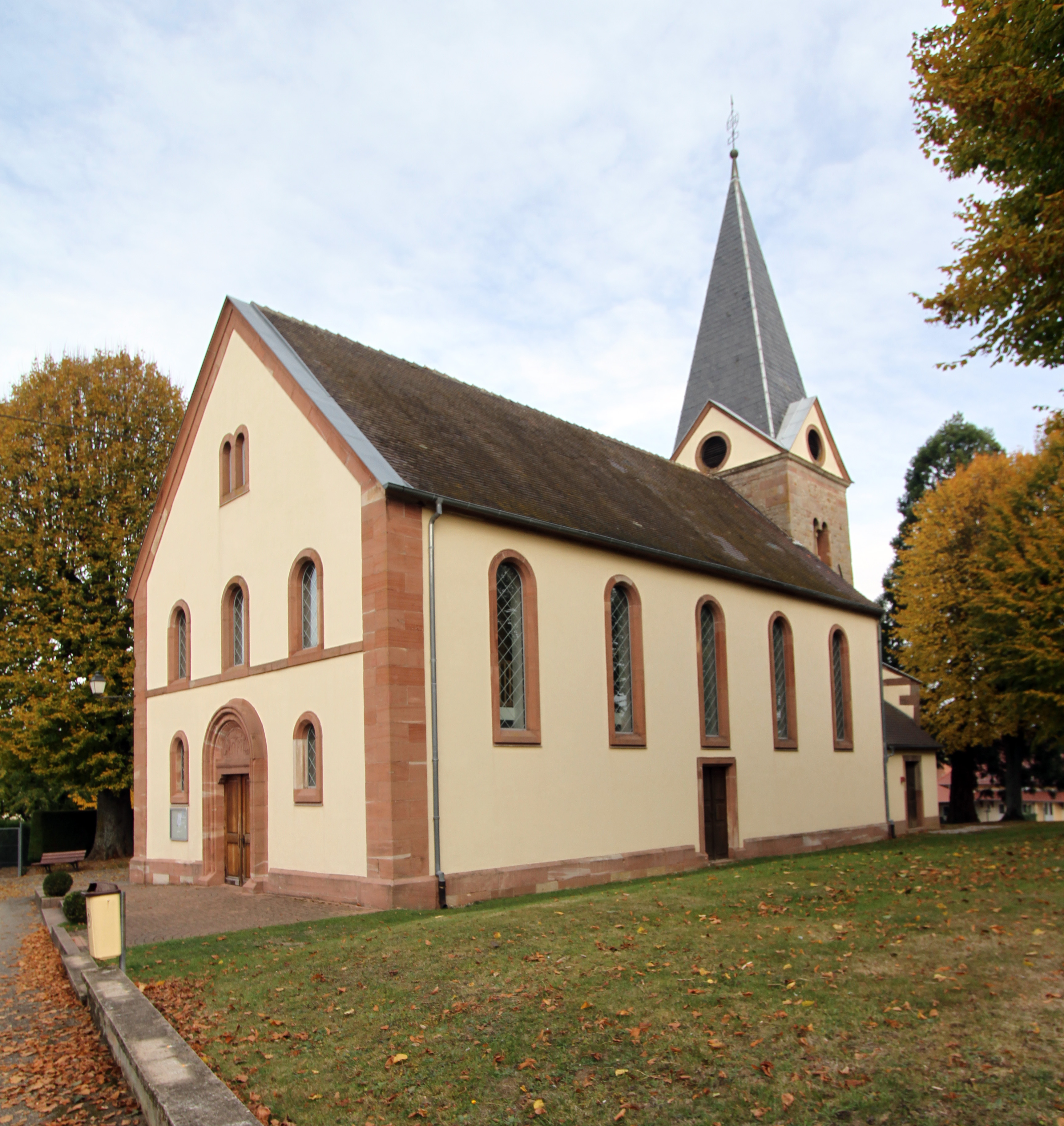

## 人口
什泰因塞尔茨人口变化图示